# Enniskerry
Enniskerry (Áth na Scairbhein irlandese) è un villaggio del Wicklow, nell'Irlanda centro-orientale, con una popolazione di 1 811 abitanti nel 2011.
Nonostante l'esigua popolazione, il centro è ben conosciuto per la vicinanza a Dublino ed a luoghi d'interesse come i Monti Wicklow e la Powerscourt Estate, con i suoi giardini all'italiana ed una spettacolare cascata, meta di molti turisti e visitatori .